# Cicinnus cordubensis
Cicinnus cordubensis is een vlinder uit de familie van de Mimallonidae. De wetenschappelijke naam van de soort is voor het eerst geldig gepubliceerd in 1882 door Berg.